# Quang Ngai
Quang Ngai (vietnamita: Quảng Ngãi) é uma província costeira do norte na região da Costa Centro-Sul, no centro do Vietnã. Faz fronteira com Quảng Nam ao norte, Bình Định ao sul, Kon Tum a oeste, Gia Lai a sudoeste e o Mar do Leste a leste.
Quảng Ngãi está localizada a 883 quilômetros (549 milhas) ao sul de Hanói e 838 quilômetros (521 milhas) ao norte da cidade de Hồ Chí Minh. A província tem sido historicamente povoada com o povo H're e a etnia Kinh, e localizada na costa.

## História
A antiga cultura Sa Huỳnh habitava o que hoje é Quảng Ngãi. Restos foram encontrados em Sa Huỳnh, distrito de Đức Phổ. Dentro de Champa, a região que hoje é Quảng Ngãi era menos significativa do que a província de Quảng Nam e Vijaya. Há apenas alguns restos de Cham na província. A área tornou-se parte do Vietnã junto com Vijaya (província de Bình Định) em 1471. No início do século 19, a Longa Muralha de Quảng Ngãi foi construída na província. Melhorou a segurança entre os vietnamitas e H're e facilitou o comércio. A província tornou-se um centro de atividade religiosa, em particular com a construção de um mosteiro no topo da montanha, o Pagode da Montanha Thien An, em 1695. A montanha foi designada pelo governante Nguyễn Phúc Chu e tornou-se um local de peregrinação religiosa.
A província de Quảng Ngãi foi uma das primeiras províncias do Vietnã central (junto com Quảng Trị) a organizar unidades de autodefesa em março de 1945. A Unidade de Guerrilha Ba Tơ mobilizou dezenas de milhares de camponeses. Era conhecida como uma fortaleza Việt Cộng durante a Guerra do Vietnã e foi o local do suposto massacre de Bình Hòa e do Massacre de My Lai. A província produziu literatura de guerra famosa em ambos os lados do conflito, incluindo o diário de guerra do médico vietcongue Đặng Thùy Trâm foi escrito aqui, e da perspectiva dos EUA, o cenário de The Things They Carried, de Tim O'Brien.
Após a reunificação, a província foi designada como o centro de uma indústria petrolífera planejada, notavelmente a Refinaria Dung Quất ao lado de zonas econômicas especiais para o desenvolvimento de indústrias pesadas e leves.

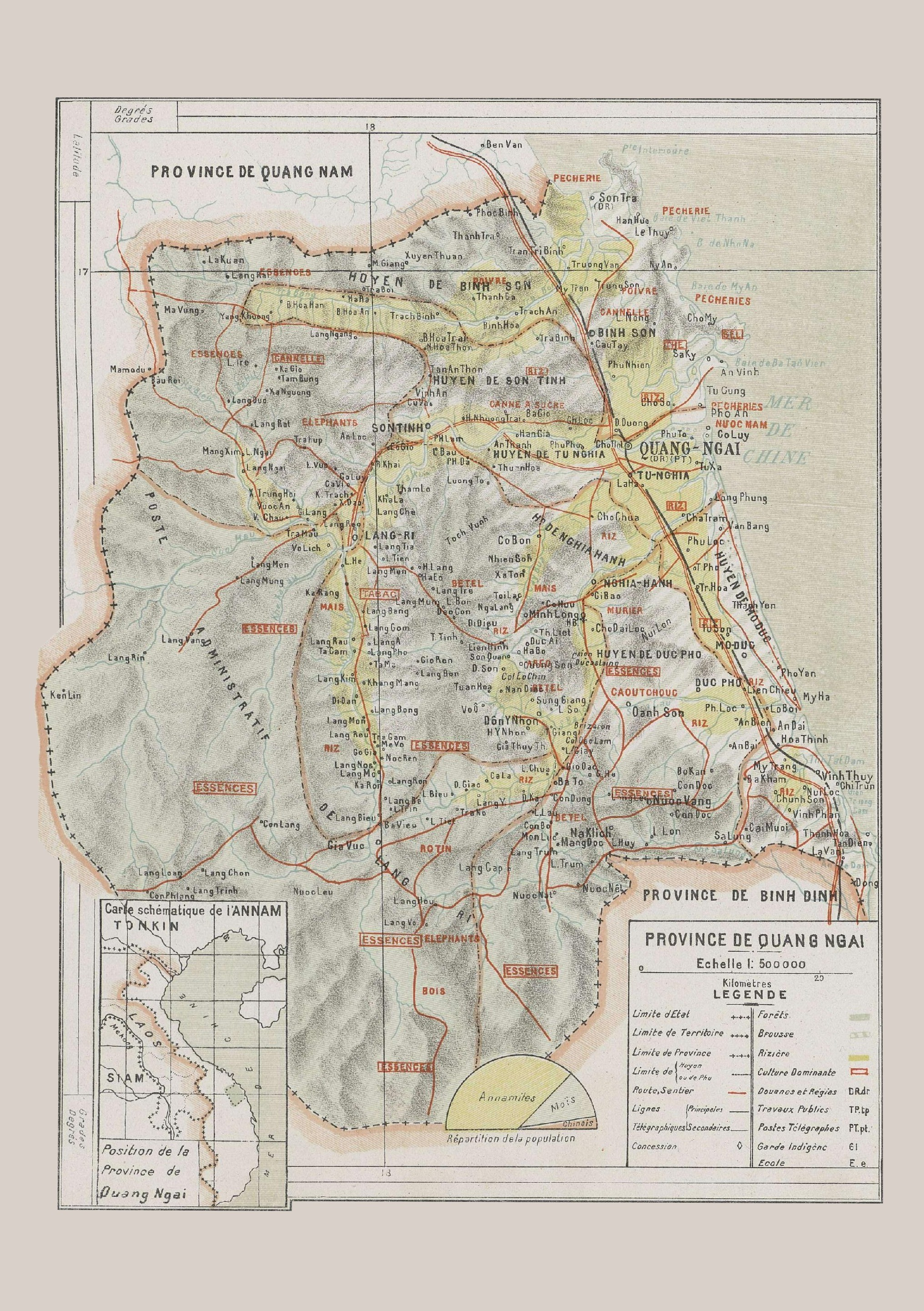
Mapa da província de Quang Ngai em 1909

## Geografia
A topografia de Quảng Ngãi é dominada por uma grande planície ao longo da costa e no centro da província e por montanhas e colinas no oeste e ao longo de suas fronteiras com as províncias de Quảng Nam e Bình Định. As planícies estendem-se mais para o interior ao longo do rio Trà Khúc. O pico mais alto da província está a 1 630 m no oeste da província, perto da fronteira com Quảng Nam. O litoral é relativamente reto na maior parte da parte sul e central da província (incomum para a Costa Centro-Sul), mas apresenta vários cabos ao norte da cidade de Quảng Ngãi.